# Авіаносці типу «Одейшес»
Авіаносці типу «Одейшес» (англ. Audacious-class), також відомі як Авіаносці типу «Ігл» (англ. Eagle-class) — серія британських важких ударних авіаносців.

## Історія створення
Авіаносці типу «Одейшес», найважчі та найпотужніші авіаносці у складі ВМС Великої Британії, були подальшим продовженням авіаносців типу «Імплакебл». Початковий проєкт був розроблений у 1942 році. Але в процесі розробки в проєкт внесли більше тисячі змін, і вони вступили у стрій вже як носії реактивних літаків.
Всього планувалось збудувати 4 авіаносці даного класу ( «Audacious», «Irresistible», «Eagle», «Africa»). Але реально було закладено 3 кораблі, з них побудовано перші 2, які були перейменовані на «Ігл» та «Арк Роял» відповідно.
Третій корабель був розібраний на стапелі у 1946 році, ще до спуску на воду.
Четвертий корабель у 1944 році перезамовлений як Авіаносець типу «Мальта», будівництво якого було скасоване у жовтні 1945 року.

## Конструкція

### Корпус
Ангар авіаносців був двоярусним, висота кожного становила 5,33 м. Літаки піднімались двома ліфтами (передній — 16,5×13,5 м, задній — 16,5 x 10 м) вантажопідйомністю 10 т кожен.
На «Арк Роялі» був встановлений третій, бортовий, ліфт розмірами 17,5×10,7 м, який обслуговував верхній ангар, але він був демонтований у 1958—1959 роках.
У 1954—1999 роках «Ігл» обладнали кутовою польотною палубою (5,5°). «Арк Роял» отримав таку палубу відразу в процесі будівництва. В 1960-ті роки кут відхилення польотної палуби на обох кораблях був збільшений до 8,5°.
На «Іглі» були встановлені дві гідравлічні катапульти BH-V, які могли розганяти літаки масою 8,4 т до швидкості 176 км/год, а літаки масою 13,6 т — до швидкості 153 км/год.
На «Арк Роялі» встановили новіші катапульти BS-4 довжиною 46 м, які розганяли літаки масою 13,6 т до швидкості 195 км/год. На «Іглі» встановили такі катапульти під час модернізації 1959—1964 років. Довжину однієї з них збільшили до 61 м. В 1966—1967 роках її перенести на кутову частину польотної палуби. У 1967—1970 роках те саме зробили на «Арк Роялі». Це дало змогу запускати важкі літаки «Фантом».

### Бронювання
Під попередників авіаносці типу «Одейшес» отримали серйозне бронювання. Броньовий пояс по ватерлінії мав товщину 115 мм, польотна палуба 37-102 мм, ангарна палуба 25-63 мм. Були захищені бронею погреби боєзапасу, паливні баки та приміщення дизель-генераторів.
Протиторпедний захист складався з трьох поздовжній переборок.
В процесі модернізацій, з метою полегшення корабля бронювання поступово зменшували. У 1959—1964 роках товщина польотної палуби «Ігла» була зменшена до 37 мм, пізніше так само зробили і на «Арк Роялі»

### Силова установка
Авіаносці були оснащені 8 котлами типу «Admiralty» та 4 турбінами типу «Parsons» потужністю 152 000 к.с. (113 000 кВт). При водотоннажності 44 250 т максимальна швидкість була 30,5 вузлів, при водотоннажності 49 950 т — 29,6 вузлів.
Дальність плавання при швидкості 24 вузлів становила 4 500 миль.
Потужність корабельної електростанції після модернізації становила 8 250 кВт.

### Озброєння
Артилерійське озброєння початково складалось з 114-мм гармат « QF 4.5-inch Mk I—V» (6 на «Іглі» та 8 на «Арк Роялі») та 61 40-мм зенітних гармат «Бофорс».
У 1960-ті роки 40-мм гармати демонтували і зменшили кількість 114-мм гармат. При цьому були встановлені ЗРК «Seacat».
Під час ремонту 1967—1970 років на «Арк Роялі» були демонтовані всі артилерійські установки.

### Радіоелектронне обладнання
Під час будівництва на кораблях встановили радари типів 960, 940, 982, 983, 242Q, 293Q, навігаційний радар типу 974 та радіомаяк YE. Під часможернізації 1959—1967 років були встановлені нові радари типів 965, 963 та 984.
У 1955 році «Ігл» обладнали оптичною системою посадки.

## Представники
| Назва                                                   | Номер | Будівництво        | Закладений          | Спущений на воду     | Вступив у стрій     | Доля |
| ------------------------------------------------------- | ----- | ------------------ | ------------------- | -------------------- | ------------------- | --- |
| Ігл Eagle початково «Audacious» Одейшес                 | R05   | Harland and Wolff  | 24 жовтня 1942 року | 19 березня 1946 року | 1 жовтня 1951 року  | зданий на злам в 1978 році                                                                                                   |
| Арк Роял Ark Royal початково «Irresistible» Іррезістебл | R09   | Cammell Laird      | 3 травня 1943 року  | 3 травня 1950 року   | 25 лютого 1955 року | зданий на злам в 1980 році                                                                                                   |
| HMS Eagle                                               |       | Vickers-Armstrongs | 19 квітня 1944 року |                      |                     | Будівництво скасоване у січні 1946 року                                                                                      |
| HMS Africa                                              |       |                    |                     |                      |                     | Замовлений у липні 1943 року У 1944 року перезамовлений як авіаносець типу «Мальта» Будівництво скасоване у жовтні 1945 року |